# Keizō Kusakawa
Keizō Kusakawa (草川 啓造) est un réalisateur d’anime japonais. Il a travaillé de nombreuses fois avec le studio d'animation Seven Arcs. Il a notamment réalisé Asura Cryin', Inukami!, Magical Girl Lyrical Nanoha et Sekirei.

## Biographie
En 2005, il a commencé à travailler pour le studio d'animation Seven Arcs, avec l'anime Magical Girl Lyrical Nanoha A's.

## Filmographie

### Série TV
- 1994?-2008? : Shima Shima Tora no Shimajirō - Storyboard, directeur d'épisode, design du logo
- 2004 : Mezzo DSA - Directeur d'épisode (ep 1,10), CG
- 2004 : Elfen lied - Directeur d'épisode (ep 11)
- 2004-05 : Tsukuyomi -Moon Phase- - Storyboard (ep 17), directeur d'épisode (ep 17,22), réalisateur de l'Opening
- 2004 : Bleach - Directeur d'épisode (ep 28)
- 2005 : Magical Girl Lyrical Nanoha - Effet visuel, Réalisateur de l'Opening, directeur d'épisode (ep 1 et 11)
- 2005 : Magical Girl Lyrical Nanoha A's : Réalisateur, storyboard (ep 1,op,end), directeur d'épisode (ep 1)
- 2006 : Inukami! - Réalisateur, Storyboard (ep 20,26)
- 2006 : High School Girls - Réalisateur de l'opening
- 2006-07 : Negima!? - Storyboard (ep 15,18)
- 2007 : Ikki Tousen (Dragon Destiny) - Réalisateur de l'opening
- 2007 : Magical Girl Lyrical Nanoha StrikerS - Réalisateur, storyboard (ep 1,17,23,25)
- 2007 : Ef - a fairy tale of the two - Storyboard (ep 5,7,12)
- 2008 : Kyōran Kazoku Nikki - Réalisateur du générique de fin
- 2008 : Sekirei - Réalisateur, storyboard (ep 1,3,5,8,12), directeur d'épisode (ep 1,12)
- 2009 : Asura Cryin' (saison 1) - Réalisateur, storyboard (ep 1,13), directeur d'épisode (ep 13)
- 2009 : Asura Cryin' (saison 2) - Réalisateur, storyboard (ep 1)
- 2010 : Mayoi Neko Overrun!) - Réalisateur (épisode 11), storyboard (ep 11)
- 2010 : Sekirei ~pure engagement~ - Réalisateur, storyboard (ep 13)
- 2010 : Hyakka Ryōran Samurai Girls - Réalisation de l'opening
- 2011 : Dog Days - Réalisateur, storyboard (ep 1)
- 2011 : Ro-Kyu-Bu!  - Réalisateur, storyboard (ep 1)
- 2012 : Campione! - Directeur d'animation
- 2013 : Problem Children Are Coming from Another World, Aren't They? - Réalisateur
- 2013 : Ro-Kyu-Bu! SS - Réalisateur
- 2013 :Day Break Illusion - Réalisateur
- 2014 : Riddle Story of Devil - Réalisateur
- 2015 : Kantai Collection - Réalisateur
- 2015 : Unlimited Fafnir - Réalisateur
- 2017 : Fukka - Réalisateur
- 2017 : Aho-Girl - Réalisateur
- 2017 : Action Heroine Cheer Fruits - Réalisateur
- 2018 : Happy Sugar Life - Réalisateur
- 2019 : Ahiru no Sora - Réalisateur

### Film d'anime
- 2007 : Inukami! Le film - Réalisateur
- 2010 : Magical Girl Lyrical Nanoha : Le film - Réalisateur, storyboard
- 2016 : KanColle : The Movie - Réalisateur